# Bueskydning under sommer-OL 2016 - Herrehold
Mændenes hold i bueskydning-begivenhed var en af 4 bueskydningsbegivenheder ved sommer-OL 2016.

## Resultater
Kilde: 

### Rangeringsrunde
| Rang | Land            | Skytte                                                            | Score | 10s | Xs |
| ---- | --------------- | ----------------------------------------------------------------- | ----- | --- | -- |
| 1    | Sydkorea        | Kim Woo-jin Ku Bon-chan Lee Seung-yun                             | 2057  | 73  | 50 |
| 2    | USA             | Brady Ellison Zach Garrett Jake Kaminski                          | 2024  | 68  | 44 |
| 3    | Italien         | Marco Galiazzo Mauro Nespoli David Pasqualucci                    | 2007  | 71  | 23 |
| 4    | Australien      | Alec Potts Ryan Tyack Taylor Worth                                | 2005  | 64  | 41 |
| 5    | Frankrig        | Lucas Daniel Pierre Plihon Jean-Charles Valladont                 | 2003  | 61  | 23 |
| 6    | Kina            | Gu Xuesong Wang Dapeng Xing Yu                                    | 1997  | 62  | 30 |
| 7    | Kinesisk Taipei | Kao Hao-wen Wei Chun-heng Yu Guan-lin                             | 1995  | 53  | 32 |
| 8    | Spanien         | Miguel Alvariño Antonio Fernández Juan Ignacio Rodríguez          | 1986  | 59  | 39 |
| 9    | Holland         | Sjef van den Berg Mitch Dielemans Rick van der Ven                | 1981  | 67  | 23 |
| 10   | Indonesien      | Riau Ega Agatha Hendra Purnama Muhammad Wijaya                    | 1962  | 48  | 23 |
| 11   | Brasilien       | Marcus Vinicius D'Almeida Bernardo Oliveira Daniel Rezende Xavier | 1948  | 44  | 23 |
| 12   | Malaysia        | Haziq Kamaruddin Khairul Anuar Mohamad Muhammad Akmal Nor Hasrin  | 1945  | 43  | 32 |